# شركة محركات ايرو اليابانية
شركة محركات ايرو اليابانية :(بالإنجليزية: Japanese Aero Engine Corporation)‏ والمعروفة أختصارا بـ جيه إيه أي سي (JAEC) هي تحالف امجموعة من الشركات اليابانية الكبيرة (كاواساكي للصناعات الثقيلة، ايشيكاواجيما-هاريما للصناعات الثقيلة، ميتسوبيشي للصناعات الثقيلة)، شكل في أواخر السبعينيات، كشريك لشركة رولز رويس، في الأصل للمساعدة في تطوير المحرك المروحي المدني أر جيه500 (RJ500) ذو قدرة دفع تبلغ 20000 رطل/قدم.
وعلى الرغم من أنه تم صنع وبناء اثنين من نموذج المحرك، وتم اختبارها على الأرض، إلا أنه تم إلغاء مشروع محرك أر جيه500، وذلك عندما رفضت بوينغ أستخدام المحرك على طائرة لبوينغ 737-300، لصالح محرك سي اف ام 6-3 (CFM56 -3) المنتج من قبل شركة سي اف ام الدولية.
بحول عام 1982، تركز الاهتمام على تطوير محرك أكثر تقدما من فئة قوة دفع 25000 رطل/قدم، وموجه لسوق الطائرات ذات سعة 150 مقعد. وشكل تحالف لصنع هذه الفئة الجديدة من المحركات، حيث ضم التحالف كل من برات آند ويتني، أم تي يو للمحركات الجوية(MTU) الألمانية وفيات أفيو (FiatAvio) وانضمت شركة محركات ايرو اليابانية للتحالف والذي سمي بعد ذلك بوقت قصير بـمحركات ايرو الدولية. ويرمز الحرف (V) تاذي يعني لخامس بالاتينية، للدلالة على الشركاء الخمسة الأصليين. واستخدم V كبداية لتسمية لمحرك في 2500 (V2500)، في حين ترمز 2500 إلى قوة الدفع الأصلية. فيات أفيو انسحبت في وقت لاحق من تحالف المحرك في 2500.

## وصلات خارجية
- JAEC - الموقع الرسمي(باللغة اليابانية)